# 沃羅尼內 (蘇梅區)
51°6′1″N 34°7′54″E / 51.10028°N 34.13167°E
沃羅尼內（烏克蘭語：Воронине）是位於烏克蘭東北部的村莊，由蘇梅州蘇梅區的沃羅日巴市鎮負責管轄。該村距離克雷日克、切爾沃內和巴甫利夫斯凱2公里，海拔高度177米，2001年人口154。